# Никола Тесла
Вижте пояснителната страница за други личности с името Тесла.
Нико̀ла Тѐсла (на сръбски: Нѝкола Тèсла; на английски: Nikola Tesla) е сръбско-австроунгарски-американски изобретател, физик и електромашинен инженер, известен най-вече с постиженията си в областта на променливия ток и електроснабдяването.
Роден в Смилян, Хърватия, Австрийска империя, по произход Тесла е етнически сърбин, който впоследствие приема американско гражданство. Той често е описван като най-значимия учен и изобретател на модерната епоха, човека, който „разпростря светлина върху лицето на Земята“. Известен е с много и различни революционни приноси в областта на електричеството и магнетизма в края на XIX и началото на XX век. Патентите на Тесла и теоретичните му трудове се превръщат в основа на съвременните електрически системи за променлив ток, включително многофазните системи за електроразпределение и електрическият мотор за променлив ток. Работи в Унгария, Германия, Франция и САЩ. Привлича вниманието на обществото с доусъвършенстването на динамото и най-вече с патентованите от него принципи на захранване с променлив ток, използвани широко и днес. Името на Тесла се използва за мерната единица за магнитна индукция.
За откритията си и от патентите си Никола Тесла получава значителни парични суми, но използва една голяма част от тях за експерименти. В последните години от живота си живее в хотелска стая номер 3327 в „Ню Йоркър хотел“ в Ню Йорк, почти забравен. Умира безпаричен и задлъжнял.
Предполага се, че негови записки са иззети от американското правителство, тъй като Тесла няма преки наследници. През 1990-те интересът към него като личност и към научните му постижения се възобновява и в началото на XXI век нараства значително.

## Биография

### Детство
Никола Тесла е роден на 10 юли 1856 година в село Смилян в Австрийската империя (днес Хърватия). Той е син на Милутин Тесла, сръбски православен свещеник, и Джука Мандич. Кръстен е в местната православна църква „Свети Петър и Павел“ и записан на славяносръбски като Николай, но го наричали Никола, на двамата му дядовци. Според акта за раждане той е роден на 28 юни 1856 г.
Предполага се, че баща му произлиза от някой от родовете от долината на река Тара, или е потомък на херцеговския войвода Павле Орлович, а майка му е дъщеря на сръбски православен свещеник от Бановина, но с по-далечен произход от Косово. Предците на Тесла са от Западна Сърбия, в близост до Черна гора.
Никола е четвъртото от общо пет деца в семейството. По-големият му брат Дане загива при злополука по време на езда, когато Никола е петгодишен. Трите му сестри се казват Милка, Ангелина и Марица. През 1861 година Никола Тесла учи в местното училище религия, немски и аритметика. През 1862 година семейството се премества в близкия град Госпич, където баща му работи като пастор. През 1870 година започва да учи в Карловац, като завършва четири класа за три години и се дипломира през 1873 година.
През 1873 г., след като завършва гимназия, Тесла се завръща в родния си град Смилян. Малко след пристигането си, той заболява от холера, прикован е на легло в продължение на девет месеца и е близо до смъртта на няколко пъти. Бащата на Никола, в момент на отчаяние, обещава да го изпрати в най-доброто инженерно училище, ако се възстанови от болестта (баща му първоначално иска той да се отдаде на свещеничеството).
През 1874 г. успява да избегне повикване за тригодишна служба в армията като бяга в гората в близост до Грачац, където го укриват негови роднини, понеже все още е твърде слаб след болестта. Там той изследва планините облечен като ловец. Твърди, че този контакт с природата го прави по-силен, както физически, така и психически. Тесла чете много книги по това време, а по-късно твърди, че произведенията на Марк Твен са му помогнали като по чудо да се възстанови от заболяването.

### Образование
През 1875 година Никола Тесла постъпва в Техническия университет в Грац да учи електроинженерство. По време на първата си година там никога не пропуска лекция, получавайки възможно най-високите оценки, и преминава девет изпита (почти два пъти повече от необходимото), основава сръбски културен клуб и дори получава хвалебствено писмо от декана на Техническия факултет. Той работи дори през нощта, като не зачита нито неделя, нито празници. Някои от професорите му са загрижени, че се преуморява. Към края на втората си година на следване той загубва стипендията си и се пристрастява към хазарта. По-късно успява да си възвърне първоначалните загуби и да върне дълговете си към семейството. По неговите думи, след тази случка той успява да покори тази си страст завинаги. Когато идва време за изпита, Тесла е неподготвен и моли за удължаване на срока, но му е отказано. Той никога не завършва университета и не получава оценки за последния семестър. По данни на самия университет спира да посещава лекциите след първия семестър на третата си година там. Въпреки това някои източници твърдят, че получава бакалавърска степен.
През декември 1878 година Никола Тесла напуска Грац и преустановява връзките със семейството си, като негови приятели дори смятат, че се е удавил в Мура. Той не иска родителите му да знаят, че е напуснал училище. В продължение на година работи като помощник-инженер в Марибор, като през този период преживява нервен срив. Той прекарва свободното си време като играе карти с местните жители по улиците. По-късно е убеден от баща си да се запише в Карловия университет в Прага, който посещава през летния семестър на 1880 година и където се запознава с работите на Ернст Мах. Веднага след смъртта на баща си той отново напуска, завършвайки само един семестър.
На 24 март 1879 г. Никола Тесла е върнат в Госпич под полицейска охрана по причина, че няма разрешение за пребиваване. На 17 април 1879 г. Милутин Тесла умира на 60-годишна възраст след заразяване с неуточнена болест. През тази година, Никола преподава на голям клас ученици в старото си училище. През този период от живота си Тесла чете много, като изглежда запомня цели книги наизуст. Той боледува многократно и страда от халюцинации, свързани с миналото му или с изобретения, върху които работи.

### В Австро-Унгария, Германия и Франция
През 1880 г. Тесла се премества в Будапеща, Унгария, където става главен инженер в Националната телефонна компания. Там той разработва подобрения на телефоните, работи по прокарване на телефонните линии и изграждане на централната телефонна станция. Това обаче го отдалечава от полето на работата с електричеството и през 1882 г. той заминава за Париж, където е назначен като електроинженер в електрическата компания Континентъл Едисън Къмпани. Един от най-крупните строителни обекти на компанията е изграждането на електростанция за жп гарата в Страсбург. В началото на 1883 г. компанията изпраща Никола в Страсбург за решаването на трудови проблеми, пред които са изправени от фирмата за монтаж на осветителното оборудване на новата жп станция. В свободното си време Тесла работи над разработване на модела на асинхронен електродвигател и през 1883 г. успява да демонстрира работата на двигателя в кметството на Страсбург. Започва разработването на различни уреди, използващи въртящи се магнитни полета, за което получава патенти през 1888 г. Следващата година е командирован в Брюксел за инсталиране на фабрика, а при връщането си във Франция търси да реализира идеи, които по това време са се развили в изобретения. През пролетта на 1884 г. в Страсбург са завършени строителните работи и Тесла се завръща в Париж. Той очаква да получи обещаните му 25 000 долара премия, но разбирайки, че няма да получи парите, обиден и унижен, той подава оставка.
Забележителният напредък на електрическата индустрия в САЩ привлича вниманието на Никола Тесла и в търсене на по-добра реализация на своите идеи, той пресича Атлантическия океан.

### В Съединените американски щати

#### Работа с Томас Едисън
През 1882 г. Тесла започва да работи за „Континентъл Едисън Къмпани“ във Франция, по проектиране и извършване на подобрения на електрическото оборудване.
През юни 1884 г. Тесла се премества в Ню Йорк. По време на пътуването си през Атлантика, билета му, парите и част от багажа му са откраднати и той е почти изхвърлен зад борда след избухване на бунт на кораба. Пристига в Америка само с четири цента в джоба, препоръчително писмо, няколко стихотворения и част от багажа.
В писмото с препоръка от Чарлс Бачелър до Томас Едисън се твърди: „Познавам двама велики мъже и вие сте един от тях, а другият е този млад човек“ (точното съдържание на писмото се оспорва). Едисън наема Никола Тесла да работи за „Машината на Едисън“. Работата започва с проста електротехника и бързо прогресира до решаването на някои от най-трудните проблеми на компанията. Тесла дори получава предложение да препроектира напълно генераторите за постоянен ток на Едисън.
През 1885 г. Тесла заявява, че може да преправи неефективния мотор и генераторите на Едисън и да подобри производството на електроенергия и намали разходите. Според неговите думи Едисън му обещава 50 000 долара, ако успее. След месеци работа, Тесла изпълнява задачата и пита за заплащането. Едисън, твърдейки, че само се е шегувал, отговаря: „Тесла, ти не разбираш американски хумор“. Вместо това Едисън му предлага 10 щ.д. увеличение на седмичната заплата. Тесла отказва офертата и подава оставка. Напускайки компанията на Едисън, той изпада в много затруднено финансово положение. С последните си средства и с помощта на един познат, който не е в по-завидно финансово състояние, основава собствена компания.

#### Лабораторията в Ню Йорк
След като работи в продължение на една година в компанията на Едисън, Тесла става известен в бизнес средите. След като научават за уволнението му, група електротехници му предлагат да основе своя компания и да се занимава с въпросите на електрическото осветление. Проектите на Тесла за използване на променлив ток не се насърчават, а групата по-късно променя първоначалното си предложение и ограничава дейността си до предложение за разработване на проект за дъгови лампи за улично осветление. Една година по-късно, проектът е готов. Вместо пари обаче бизнесмените предлагат на изобретателя акции на компанията. Тази опция обаче не е приемлива, и след като Тесла отказва, компанията в отговор се опитва да се отърве от него като го оклевети и дискредитира.
От есента на 1886 до пролетта на 1887 година младият изобретател е принуден да намира допълнителна работа. Той се занимава с копаене на канавки, и „спи където намери и яде каквото намери“. През този период той се сприятелява с инженер Браун, който е в подобно финансово положение и който успява да убеди някои от своите приятели да окажат малка финансова подкрепа. През април 1887 г. е създадена компанията „Тесла Къмпани Арк Лайт“, която започва да се занимава с ново улично осветление с използването на дъгови лампи. Скоро компанията получава големи поръчки от много американски градове. Но за Тесла компанията е само средство за постигане на целите, които си е поставил.
За офиса на компанията в Ню Йорк, Тесла наема къща на Пето авеню в близост до сградата, заемана от Едисън. Между двете компании бушува конкуренция, известна в Америка под името войната на токовете.
През юли 1888 г. известният американски индустриалец Джордж Уестингхаус изкупува повече от 40 патента, като плаща средно по 25 хиляди долара на патент. Уестингхаус също така кани Никола Тесла като консултант в заводите си в Питсбърг, където се разработват промишлени образци на машини с променлив ток. Работата не му носи удовлетворение и пречи на възникването на нови идеи. Въпреки умоляванията на Уестингхаус, Тесла се връща в своята лаборатория в Ню Йорк.
Малко след завръщането си от Питсбърг той заминава за Европа, където посещава Световната експозиция 1889 в Париж и посещава майка си и сестра си Марица.
В годините 1888 – 1895 г. прави изследвания на магнитни полета и високи честоти в лабораторията. Тези години са най-плодотворните: той получава много патенти. Лидерите на Американския институт на електроинженерите го кани да изнесе лекция върху работата си. На 20 май 1892 г. той говори пред аудитория, която включва изтъкнати електроинженери и протича с голям успех.
На 13 март 1895 г. в лабораторията на Пето авеню избухва пожар. Сградата е изгорена до основи, унищожени са най-новите постижения на изобретателя – механичен осцилатор, нов метод на електрическо осветление, нов метод за безжични комуникации на дълги разстояния и метод на изследване на природата на електричеството. Тесла заявява, че може да възстанови всички открития по памет.
Финансова помощ на изобретателя оказва Дружеството на Ниагарския водопад. Благодарение на Едуард Адамс се появяват $100 000 за преоборудване на новата лаборатория. От 1886 г. лабораторията е с нов адрес – улица „Хюстън“ 46.

#### Колорадо Спрингс
През 1888 г. изобретява променливотоковия електрически двигател и печели конкурс за изграждане на електроцентрала на Ниагарския водопад. Уестингхаус впоследствие купува патентите за електрическия му мотор. Тесла се занимава най-интензивно с променливи и високочестотни токове.
В май 1899 г. по покана на местната електрическа компания Тесла се мести в курортното градче Колорадо Спрингс в щата Колорадо. Градът е разположен на плата на надморска височина от 2000 метра. Силните бури не са рядкост по тези места.
В Колорадо Спрингс Тесла организира малка лаборатория. Спонсор става собственикът на „Уолдорф-Астория“ с 30 000 долара. За изучаване на гръмотевичните бури Тесла конструира специално устройство, представляващо трансформатор, единият край на първичната намотка на който е заземен, а вторият съединен с метално кълбо. То е едно от най-популярните му изобретения, наречено индукционна „Бобина на Тесла“. Към вторичната му намотка е закрепено чувствително самонастройващо се устройство и записващ прибор. Това устройство позволява на Никола Тесла да изучава изменението на потенциала на Земята, ефекта на стоящите електромагнитни вълни, създадени след електрически разряд в атмосферата и възможността за предаване на електроенергия без проводници на големи разстояния.
Следващият експеримент е за самостоятелно създаване на стоящи електромагнитни вълни. Тесла конструира „усилващ предавател“. Вторичната намотка се съединява с 60-метрова мачта и завършва с медна топка с диаметър един метър. При пропускане на ток през първичната намотка, във вторичната възниква ток с напрежение от порядъка на милиони волта и честота 150 000 херца. При експериментите се получава волтова дъга от 4 – 5 метра, а гърмът се чува на 24 километра. Наблюденията от опитите в Колорадо Спрингс Никола Тесла записва в дневник, който по-късно е публикуван под названието „Colorado Springs Notes, 1899 – 1900“ („Записки от Колорадо Спринг 1899 – 1900 г.“).
През есента на 1899 година Тесла се връща в Ню Йорк. На 7 януари 1900 година напуска окончателно Колорадо Спрингс, лабораторията е разрушена, а инструментите са разпродадени, за да покрият дълговете му.
В годините преди Първата световна война Тесла патентова много свои открития и продава голяма част от патентите, за да инвестира в проект за универсален предавател. С напредване на войната проектът пропада и Тесла е изправен пред финансов крах. Той продължава да патентова открития, но само най-важните. Друга сфера от откритията на Никола Тесла са разредените газове и как електричеството им въздейства.

#### Кулата Уордънклиф
През 1900 г. със 150 000 щатски долара (повече от $3 милиона днес, 51% от Дж. Пиърпонт Морган) Тесла започва планиране на кулата Уордънклиф, съоръжение за безжично предаване на сигнали.
Тесла по-късно иска от Морган допълнителни средства, за да изгради още по-мощен предавател. Когато Морган го пита къде са отишли всички пари, Тесла отговаря, че е бил засегнат от Паниката от 1901 г., която самият Морган е причинил. Морган е шокиран от напомнянето на своя дял в срива на фондовия пазар и от нарушението на договора с искане на повече средства. Никола Тесла пише друго правно основание на Морган, но също така безплодно. Морган все още дължи пари от първоначалното им споразумение и по този начин са изправени пред трудности още преди строителството на небостъргача да започне.
През декември 1901 г. Маркони успешно предава буквата S от Англия до Нюфаундленд, което води до прекратяване на отношенията на Тесла с Морган. През следващите пет години, Тесла пише над 50 писма до Морган, молейки и искайки допълнително финансиране за завършване на строителството на кулата Уордънклиф. Той продължава проекта си още девет месеца. Кулата е доведена до пълни 187 фута (57 метра). През юли 1903 г. Никола пише на Морган, че в допълнение към безжична комуникация, кулата ще бъде в състояние да пренася безжично и електрическа енергия. На 14 октомври 1904 г. Морган най-накрая отговаря чрез секретарката си, заявявайки, че не може да направи нищо по въпроса.
След Уордънклиф Тесла построява Телефункен – безжичната станция в Сейвил, Лонг Айлънд. Част от това, което иска да постигне в Уордънклиф, е направено с Телефункен. През 1917 г. кулата е иззета и взривена с динамит от морската пехота поради опасения, че могат да я използват германски шпиони и като ориентир за германските подводници.

### Смърт
Вече в напреднала възраст, Тесла е ударен от лек автомобил, при което счупва ребро. Това причинява остро възпаление на белите дробове, което по-късно се превръща в хронично заболяване. Той е прикован на легло.
В Европа започва войната. Тесла е дълбоко притеснен за страната си, която е окупирана, многократно прави изявления, в които призовава за мир между всички славяни (през 1943 г., след смъртта му, първа гвардейска дивизия на народно-освободителната армия на Югославия за тяхната смелост и героизъм е кръстена на Никола Тесла).
На 1 януари 1943 г. Елинор Рузвелт, първата дама на Съединените щати, изразява желание да посети болния Тесла. Югославският посланик в САЩ Сава Косанович (племенник на Тесла) го посещава на 5 януари и уговаря срещата. Той е последният човек, който говори с Тесла и го вижда жив.
Никола Тесла умира от сърдечна недостатъчност в нощта на 7 срещу 8 януари 1943 година. Тесла винаги е настоявал никой да не го безпокои, затова на вратата на хотелската му стая в Ню Йорк виси специална табелка. Поради тази причина тялото му е намерено от прислужница едва 2 дни след смъртта. На 12 януари тялото му е кремирано и урната с пепелта е предоставена на гробището в Ню Йорк. По-късно останките му са преместени в музея в Белград.

## Наследство
Наследството на Тесла е отразено в книги, филми, радио, телевизия, музика, театър, комикси и видео игри. Липсата на признание докато е все още жив, го прави трагичен и вдъхновяващ характер, много подходящ за драматична фантастика. Въздействието на технологии, изобретени от Тесла, е повтаряща се тема в няколко вида научна фантастика.
На седемдесет и петия рожден ден на изобретателя през 1931 г. списание „Тайм“ го слага на корицата си. Списанието отбелязва неговия принос за генериране на електрическа енергия. Той получава поздравителни писма от повече от 70 от пионерите на науката и техниката, включително Алберт Айнщайн.
- Тесла Обществото е основано през 1956 година.
- 26 километра широк кратер на далечната страна на Луната е кръстен Тесла.[51]
- 2244 Тесла, малка планета.
- ТЕЦ „Никола Тесла“, най-голямата електроцентрала в Сърбия.
- Tesla Motors, автомобилна компания за електрически коли.[52]
- Летище „Никола Тесла“ в Белград[53]
- Награда „Никола Тесла“.[54]
- Архив на музей „Никола Тесла“ в Белград.[55][56]
- Кът „Никола Тесла“ в Ню Йорк и др.

### Музей в Белград
Музеят „Никола Тесла“ се намира в централната част на Белград. Той притежава над 160 000 оригинални документи, над 2000 книги и списания, над 1200 исторически технически експонати, над 1500 снимки на оригинални технически предмети, инструменти и апарати, както и над 1000 планове и чертежи, всички свързани с живота и работата на Никола Тесла. Влиза в списъка на ЮНЕСКО през 2003 г. поради критичната си роля по отношение на историята на електрификацията на света и бъдещите технологични подобрения в тази област. Музеят се помещава в жилищна сграда, построена през 1927 г. от изтъкнат сръбски архитект. Сградата е използвана за различни цели до 5 декември 1952 г., когато музей на Никола Тесла е създаден в съответствие с решението на правителството на Федеративна народна република Югославия. Материали за музея са доставени от Ню Йорк на 7 септември 1951 г. в Белград, Югославия, в резултат на усилията на югославския посланик в САЩ Сава Косанович, племенник на Тесла и най-близък роднина, и неговия адвокат Витенберг. Казано е, че това е волята на Тесла. Няма правни инструменти или каквато и да е документация с подписа на Тесла в подкрепа на това твърдение. Смята се, че Тесла умира без завещание.
Днес това е единственият музей в света, в който се съхраняват оригинални документи и лични вещи на Никола Тесла. Поради тази причина музеят оказва всячески поддръжка и съдействие в изследването на творчеството на изобретателя, а също така обезпечава достъп до информация на тези, които се занимават с история на науката и патентно право.
В Хърватия, в родното село на Тесла – Смилян, има Мемориален център „Никола Тесла“ (Memorijalni centar „Nikola Tesla“ u Smiljanu), открит на 10 юли 2006 г., след пълно преустройство на съществуващия от 1956 г. Мемориален музей.

## Изобретения и научни разработки

### Променлив ток
От 1889 г. Никола Тесла започва да изучава високочестотни токове и високи напрежения. Изобретява първите образци на електромеханични генератори, включително от индукционен тип, както и високочестотен трансформатор. В хода на изследванията на токовете с висока честота Тесла отделя внимание и на безопасността, като използва собственото си тяло за да изучава влиянието върху човешкия организъм на променлив ток с различна честота. Много от правилата, разработени от него, влизат в съвременните основи на техниката на безопасност при работа с високочестотни токове. Той забелязва, че ток с честота над 700 Hz протича по повърхността. Електрическите апарати, разработени от него за медицински изследвания, получават широко разпространение в света. Изследванията му водят до откриване на метод на почистване на замърсени повърхности, почистване на пори или убиване на микроби и е приложим в съвременната електротерапия.

### Теория на полето
На 12 октомври 1887 г. Тесла дава строго научно описание на явлението на въртящите се магнитни полета и конструира индукционен електродвигател на базата на променлив ток. На 1 май 1888 година той получава своите основни патенти за изобретяване на многофазни електрически машини (в това число асинхронния електродвигател) и системи за предаване на електроенергия посредством многофазен променлив ток. С използване на двуфазна система, която той счита за най-икономична, в САЩ са пуснати редица промишлени електроустановки, в това число Ниагарската хидроелектроцентрала (1895 г.), най-голямата за онова време.

### Радио
Тесла е един от първите, който патентова метод за получаване на токове, които могат да се използват за радиовръзка. Неговият патент от 10 март 1891 година описва метод за управление на дъгови лампи (Method of Operating Arc-Lamps), в който генератор на променлив ток произвежда високочестотни трептения на тока от порядъка на 10 000 Hz. По днешните стандарти това е ниска радиочестота.

### Резонанс
Тесла се досеща, че земята и йоносферата представляват резонансен кръг, който по негова преценка има резонансна честота 6,18 – 30 Hz (съвременните експериментални измервания показват стойности на резонанса на Шуман 7,83 – 32,4 Hz) и неговите проекти за безжично пренасяне на енергия са свързани именно с това. Тесла патентова през 1905 г. откритието си за наличие на стоящи електромагнитни вълни в системата „повърхност на Земята – йоносфера“. Преди това наличието на йонизиран слой в атмосферата предполага през 1902 г. английският физик Оливър Хевисайд.

### Трансформатор на Тесла
През лятото на 1889 г. Тесла отпътува за Световното изложение в Париж и научава за експериментите на Хайнрих Херц, които доказват наличието на електромагнитно излъчване, включително и на радиовълните. Тесла намира това ново откритие за „освежаващо“ и решава да го изучи допълнително. Повтаряйки и разширявайки тези експерименти, Тесла се опитва да захрани бобина на Румкорф с алтернатор, който разработва като част от подобрена система за дъгова лампа, но открива, че токът с висока честота прегрява желязното ядро и разтапя изолацията между първичната и вторичната намотки в трансформатора. За да се справи с този проблем, Тесла изобретява известния си трансформатор на Тесла (наричан също бобината на Тесла, на английски: Tesla coil) с въздушна празнина вместо изолиращ материал между първичната и вторичната намотки, и желязно ядро, което може да се мести на различни позиции във и извън трансформатора. Трансформаторът на Тесла е класически високочестотен резонансен трансформатор.
Бобината на Тесла и до днес се използва за получаване на дълги искрови разряди, напомнящи мълния. През 1998 г. инженерът от Станфорд Грег Лей демонстрира пред публика ефекта на „мълния по поръчка“, стоейки в метална клетка под гигантски контур, управлявайки мълниите с помощта на метална „вълшебна пръчка“. Неотдавна той разгръща кампания за събиране на средства за строителство на две кули в САЩ, подобни на тази, която Тесла се опитва да строи. Проектът се предвижда да струва около 6 милиона долара.

## Патенти
Тесла има регистрирани поне 278 патента, издадени в 26 страни. Много от патентите му са в САЩ, Великобритания и Канада, но много други са одобрени в различни държави по света. Много от изобретенията му не са защитени от патенти.

## Личността на Тесла

### Странности
Тесла е висок 1,88 m и тежи само 64 kg. Винаги е облечен много елегантно, но не носи никакви бижута или украшения. Очите му са сиво-сини. Притежава фотографична памет и владее осем езика. Самият той твърди, че никога не спи повече от 2 часа. Има случаи, когато работи в лабораторията си в продължение на 84 часа без почивка.
Ексцентричната натура на Тесла става причина за множество слухове. Любителите на конспиративни теории считат, че ЦРУ засекретява голяма част от неговите разработки и че ги скрива от научната общественост.
В своята автобиография Никола Тесла сам описва своите необичайности и страсти. Една от тях е играта на билярд. Друга е неговата антипатия към обици, особено със скъпоценни камъни. Но същевременно толкова харесвал перли, че отказвал да говори с жените, които ги носят. Мирисът на камфор му създава неприятно чувство. Той брои стъпките си при ходене и изчислява обема на купата със супа или чашата кафе. Характерът на Тесла не му позволява да работи в колектив. Смята, че целомъдрието му помага в науката и затова избира да не се обвързва.
Той не обича да се здрависва, не понася докосването до коса и открито демонстрира неприязън към пълни хора.
Когато Едисън умира през 1931 година, Тесла заявява: „Той нямаше хоби, не обичаше никакъв вид забавление и живееше в пълно пренебрежение към най-елементарните правила за хигиена... Неговите методи бяха неефективни до крайност, огромни усилия трябваше да бъдат положени, за да се получи каквото и да било, освен ако не се намесваше сляпата случайност; най-напред аз бях жалостив свидетел на делата му, знаейки, че само малко теория и изчисления биха му спестили 90 процента от труда. Но той имаше истинско презрение към книгите и математическите знания и се доверяваше изцяло на изобретателския си инстинкт и американския си практицизъм“
Тесла е бил обсебен от цифрата 3. Миел си е ръцете три пъти подред и заобикалял сградата три пъти, преди да влезе в нея. Той прекарал много години в Ню Йорк, а последното десетилетие живял в хотел Ню Йоркър, стая 3327 – двустаен апартамент на 33-тия етаж.
Тесла много обичал гълъбите. Хранил ги в парка и се грижел за болните гълъби в апартамента си. Един гълъб толкова му завладява сърцето, че за него той казва: „Обичах този гълъб както мъжът обича жената, а и той ме обичаше. Докато го имах, имаше момент в живота ми“.

## Памет
На Никола Тесла е наречена улица в квартал „Христо Смирненски“ в София (Карта).